# 刘祥 (1966年)
刘祥（1966年—），汉族，湖北英山人，中华人民共和国政治人物、第十二届全国人民代表大会湖北地区代表。
毕业于湖北师范学院专业。加入中国共产党。2013年，担任全国人大代表。